# آگوستین (فیلم)
آگوستین (انگلیسی: Augustine) فیلمی در ژانر درام و شهوانی است که در سال ۲۰۱۲ منتشر شد. از بازیگران آن می‌توان به روکسان دوران، ونسان لندون، سوکو و کیارا ماسترویانی اشاره کرد.
داستان فیلم: فرانسه، قرن نوزدهم، داستان فیلم رابطه بین متخصص مغز و اعصاب دکتر ژان مارتین و بیمار نوجوانی که مبتلا به هیستری است و خدمتکار آشپزخانه می باشد را به تصویر می کشد، او بعد از یک تشنج تا حدودی سمت چپ بدنش فلج می شود... فیلم بر اساس داستانی واقعی ساخته شده‌است.